# Aware (woreda)
Pour les articles homonymes, voir Aware.
Aware (en somali : Awaare) est un woreda de la zone Jarar, dans la région Somali, en Éthiopie. Ce district a 96 011 habitants en 2007 et porte le nom de son centre administratif. Les nouveaux woredas Daror et Yocale s'en détachent récemment.

## Situation
- woreda Aware.

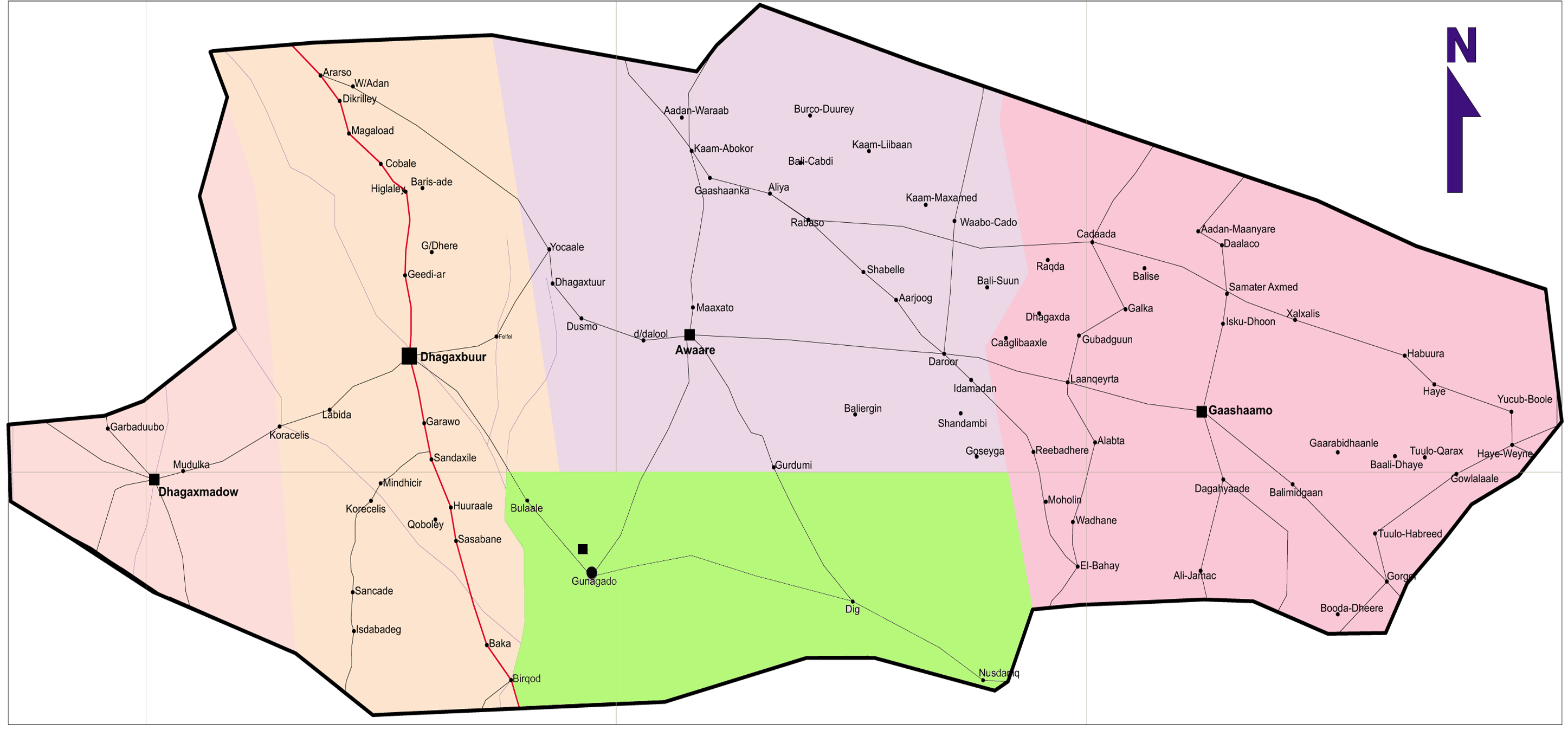
Carte de la zone Degehabur vers 2010 :
woreda Aware.

La ville d'Aware se trouve au-dessus de 1 000 m d'altitude, une cinquantaine de kilomètres à vol d'oiseau à l'est de Degehabur, capitale de la zone Jarar.
Alors que le district s'étendait initialement du nord au sud de la zone Degehabur depuis la zone Jijiga jusqu'à la zone Korahe, le détachement ancien de Gunagado puis le détachement de Yocale et Daror l'ont réduit à sa partie centrale autour du la ville d'Aware. Le district est désormais entièrement entouré de woredas de la zone Jarar.
| Yocale (en) |       | Daror (en) |
| Degehabur   | Aware |            |
| Gunagado    |       | Dig (en)   |

## Population
Le district compte 96 011 habitants au recensement de 2007 dont 17 % de citadins.
La population urbaine comprend à cette date les 4 902 habitants de la ville d'Aware ainsi que 4 046 habitants à Aboker, 4 042 habitants à Rabas et 3 529 habitants à Derur.
En 2022, la population est estimée sur le même périmètre à 141 011 personnes avec une densité de population de 14 personnes par km2 et 9 772 km2 de superficie.
Le district se réduit cependant entre-temps à 2 758 km2 de superficie du fait des détachements de Daror et Yocale.

## Agglomérations
Excepté Aware qui reste au centre du district actuel, les agglomérations d'Aboker, Rabas et Derur recensées en 2007 dans le district font sans doute désormais partie de Daror[réf. souhaitée].